# Малаховецька сільська рада
Малаховецька сільська́ ра́да (біл. Малахавецкі сельсавет) — адміністративно-територіальна одиниця у складі Барановицького району Берестейської області Білорусі. Адміністративний центр сільської ради — село Мирний.

## Історія
26 червня 2013 року до складу Малаховецької сільської ради були включені населені пункти та землі ліквідованої Утьоської сільської ради.

## Склад ради
Населені пункти, що підпорядковувалися сільській раді станом на 2009 рік:
| Населений пункт | Тип    | Населення, осіб (2009) |
| --------------- | ------ | ---------------------- |
| Богуші          | село   | 165                    |
| Велика Волохва  | село   | 143                    |
| Глинище         | село   | 15                     |
| Замошшя         | село   | 43                     |
| Кадичиці        | село   | 16                     |
| Кунцевичі       | село   | 59                     |
| Малаховці       | село   | 123                    |
| Мала Волохва    | село   | 128                    |
| Мирний          | селище | 439                    |
| Млинок          | село   | 35                     |
| Новосади        | село   | 44                     |
| Омелянівка      | село   | 16                     |
| Рагозниця       | село   | 4                      |
| Світлий         | селище | 292                    |
| Скварчиці       | село   | 34                     |
| Узноги          | село   | 1569                   |
| Утьос           | село   | 340                    |
| Ястрембель      | село   | 441                    |

## Населення
За переписом населення Білорусі 2009 року чисельність населення сільської ради становило 3337 осіб.

### Національність
Розподіл населення за рідною національністю за даними перепису 2009 року:
| Національність                | Осіб | Відсоток |
| ----------------------------- | ---- | -------- |
| білоруси                      | 3000 | 89,90 %  |
| росіяни                       | 208  | 6,23 %   |
| поляки                        | 67   | 2,01 %   |
| українці                      | 36   | 1,08 %   |
| цигани                        | 4    | 0,12 %   |
| азербайджанці                 | 4    | 0,12 %   |
| німці                         | 4    | 0,12 %   |
| болгари                       | 3    | 0,09 %   |
| національність не повідомлена | 3    | 0,09 %   |
| татари                        | 2    | 0,06 %   |
| латиші                        | 2    | 0,06 %   |
| молдовани                     | 1    | 0,03 %   |
| туркмени                      | 1    | 0,03 %   |
| корейці                       | 1    | 0,03 %   |
| дві та більше національності  | 1    | 0,03 %   |
| Разом                         | 3337 | 100 %    |